# 一溴化碘
一溴化碘是一种卤素互化物，化学式为IBr。它是暗黑色晶体，有刺激性气味，可溶于水、乙醇、乙醚。它被用作碘化试剂。

## 制备
它可由溴单质与碘单质直接反应制备，需要将两者在稀有气体保护下长时间加热：
{\displaystyle {\rm {\ I_{2}+Br_{2}\rightarrow 2IBr}}}